# 蕭蕭
蕭蕭（1947年—），本名蕭水順，台灣作家，出生於台中縣社頭鄉，十六歲開始接觸現代詩即投稿發表，步上詩壇。先後參加過水晶詩社、龍族詩社、後浪詩社（詩人季刊）。曾獲第一屆青年文學獎、創世紀詩社創立二十周年詩評論獎，中國青年寫作協會 30 周年優秀文學青年獎、新聞局金鼎獎。先後畢業於輔大中文系、師大國文研究所，曾任教於中州工專、達德商職、再興中學、景美女中、北一女中。歷任「台灣詩學」季刊主編、南山中學教師、東吳大學兼任講師，曾任明道大學中文系教授、人文學院院長、講座教授。2017年7月從明道大學退休。 
蕭蕭的作品以詩和散文為主。

## 學歷
- 天主教輔仁大學中國文學系學士
- 國立台灣師範大學國文研究所碩士

## 經歷
- 曾发起和参与藍星詩社
- 曾任耕莘青年寫作會詩組指導老師
- 曾任臺北市立第一女子高級中學國文老師
- 曾任臺北市立景美女子高級中學國文老師
- 曾任私立文德女子高級中學國文老師
- 曾任再興中學國文老師
- 曾任南山中學國文老師
- 曾任東吳大學中文系副教授
- 曾任明道管理學院通識教育中心主任
- 曾任明道大學中文系主任
- 曾任明道大學中文系副教授
- 曾任明道大學中文系教授兼人文學院院長
- 明道大學講座教授

## 作品列表
- 詩集：

1. 《舉目》
2. 《悲涼》
3. 《毫末天地》
4. 《緣無緣》
5. 《雲邊書》
6. 《皈依風皈依松》
7. 《凝神》
8. 《後更年期的白色憂傷》
9. 《草葉隨意書》

- 散文集：

1. 《太陽神的女兒》：1984年10月15日出版，獲新聞局優良圖書金鼎獎，內容為蕭蕭在景美女中教書時和學生互動的生活趣事。
2. 《來時路》
3. 《白雲》
4. 《稻香》
5. 《忘憂》
6. 《47歲的蘇紹連，47歲的我》
7. 《禪》
8. 《心中昇起一隻蜘蛛》
9. 《人的幽默》
10. 《口頭禪》
11. 《父王‧扁擔‧來時路》
12. 《暖暖穴壺詩》
13. 《放一座山在心中》
14. 《老子的樂活哲學》

- 新詩賞析教學類：

1. 《現代詩入門》
2. 《青少年詩話》
3. 《現代詩創作演練》
4. 《現代詩遊戲》
5. 《中學生現代詩手冊》
6. 《中學生現代散文手冊》
7. 《蕭蕭教你寫詩為你解詩》
8. 《新詩體操十四招》

- 學術論文：

1. 《現代詩學》
2. 《臺灣新詩美學》
3. 《現代新詩美學》

- 主編：

1. 九歌文庫《七十六年散文選》

## 擔任評審
- 2018年臺中市政府文化局邀請方梓、方耀乾、王金選、平路、石德華、向陽、宇文正、吳晟、李如青、李勤岸、曹俊彥、陳幸蕙、陳憲仁、陳雨航、曾貴海、楊翠、楊錦郁、劉克襄、蔡素芬、蕭蕭、鍾永豐、鍾怡雯等國內作家、詩人組成本屆評審團[1]。